# Dinastía XXX de Egipto

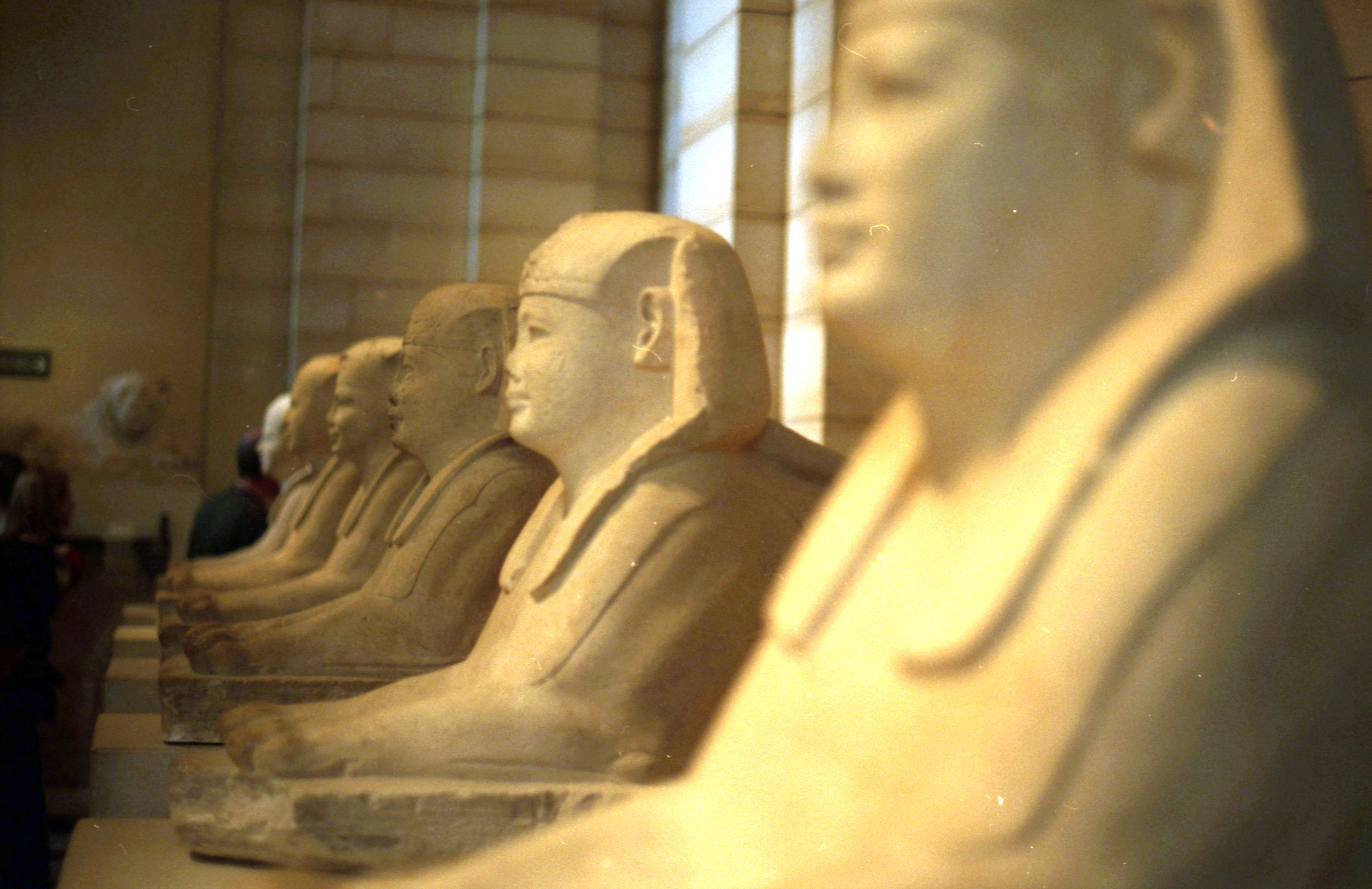
Esfinges del Serapeum de Saqqara. Época de Nectanebo I. Museo del Louvre.

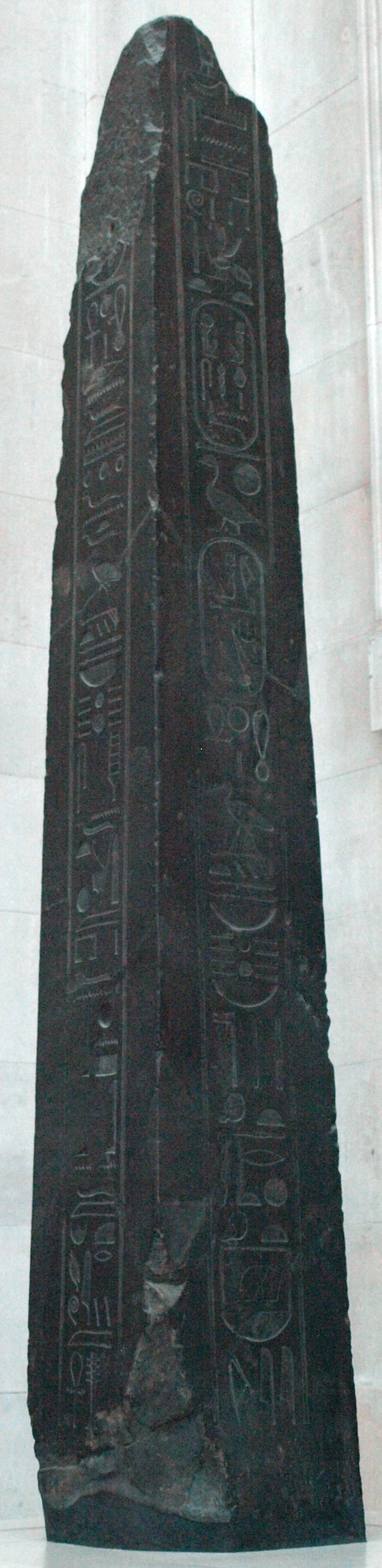
Obelisco de Nectanebo II. (British Museum).

La dinastía XXX de Egipto transcurre de 378 a 341 a. C.
Los gobernantes de esta dinastía, originaria de Sebennitos, comenzaron expulsando a los persas de Egipto y conquistando Judea, aprovechando la decadencia del Imperio persa; durante unos años hubo una relativa prosperidad en Egipto que permitió un comercio estable, pero no pudieron evitar que un poderoso ejército liderado por Artajerjes III Oco reconquistase Egipto para el Imperio persa en el año 343 a. C., volviendo a convertirlo en un satrapía.
Junto con las dinastías XXVI, XXVII, XXVIII, XXIX, y XXXI constituye el periodo tardío de Egipto.

## Historia
Nectanebo I consiguió el control sobre Egipto en noviembre de 380 a. C., pero pasó la mayor parte de su reinado defendiéndose de los intentos persas de reconquista, con la ocasional ayuda de Esparta o Atenas. En el año 365 a. C. Nectanebo convirtió en corregente a su hijo y heredero Teos, que tras la muerte de su padre invadió los territorios del Levante mediterráneo (actuales Siria e Israel) con cierto éxito, hasta que fue depuesto por su hijo Tjahepimu, que aprovechó la impopularidad de Teos para nombrar faraón a su propio hijo, Nectanebo II. El ejército egipcio apoyó a Nectanebo, y Teos se vio obligado a refugiarse en la corte persa.
El reinado de Nectanebo II estuvo dominado por los esfuerzos de los gobernantes persas en reconquistar Egipto. Durante los primeros diez años Nectanebo consiguió evitar la reconquista porque Artajerjes III se vio obligado a luchar por consolidar su control sobre su reino: tras un infructuoso intento de invasión de Egipto en el invierno de 351/350 a. C., las noticias de la derrota de Artajerjes impulsaron rebeliones en Chipre, Fenicia y Cilicia. Aunque Nectanebo dio apoyo a estas revueltas, Artajerjes logró reprimirlas y una vez más fue capaz de invadir Egipto en 343 a. C. Esta segunda invasión tuvo éxito, y Nectanebo se vio obligado a retirarse desde sus posiciones en el Delta del Nilo a Menfis, donde vio que su causa perdida y huyó a Nubia donde encontró refugio en la corte del rey Nastesen, en Napata. Antes de esto mantuvo alguna forma de Estado independiente en el sur de Egipto durante 2 años más, ya que un documento de Edfu tiene como fecha su décimo octavo año.
Aunque un rebelde, Jababash, se proclamó faraón (338 - 336 a. C.), Nectanebo está considerado como el último faraón autóctono de Egipto, y su marcha marcó el fin de Egipto como entidad independiente.

## Faraones de la dinastía XXX de Egipto
| Nombre común | Nombre de Nesut-Bity | Nombre de Sa-Ra | Comentarios                                                                            | Reinado       |
| ------------ | -------------------- | --------------- | -------------------------------------------------------------------------------------- | ------------- |
| Nectanebo I  | Jeperkara            | Najtnebef       | Expulsa a los persas de Egipto                                                         | 378-361 a. C. |
| Teos         | Irimaatenra          | Dyedhor         | Se alía con Esparta y Atenas                                                           | 361-359 a. C. |
| Nectanebo II | Senedyemibra         | Najthorhabet    | Ayudado por Agesilao II derroca a Teos. Es vencido por Artajerjes III Oco en 343 a. C. | 359-341 a. C. |

## Cronología de la dinastía XXX
Cronología estimada por los siguientes egiptólogos: 
- Primer faraón: Nectanebo I
  - 380-362[6]
  - 380/379-361/360[7]

- Último faraón: Nectanebo II
  - 360-343[8]
  - 360-342[9]
  - 359/358-342/341[7]